# Ferrovia Oujda-Bouarfa
La ferrovia Oujda–Bouarfa è una linea ferroviaria merci del Marocco a scartamento normale e a trazione diesel. Collega Oujda, sul mar Mediterraneo, e Bouarfa dopo aver percorso la maggior parte del tracciato all'interno del paese giungendo nei pressi del confine sud.
Il suo percorso ricalca parte dell'antico progetto di ferrovia Transahariana, a scartamento metrico, interrotto definitivamente dopo l'indipendenza del Marocco.

## Storia
La linea, gestita dalla Società per la Ferrovia Mediterraneo-Niger (MN), era stata costruita da quest'ultima nel 1941 per collegare le zone minerarie della regione di Bouarfa (Marocco orientale) a Oujda e da qui alla rete ferroviaria dell'Algeria già completata a scartamento normale tra Gran e Oujda nel 1922 (Fès era stata raggiunta nel 1934).
Nel periodo 1940-1941 erano iniziati i lavori di costruzione ferroviaria per realizzare il progetto di una linea detta Transahariana Mediterraneo-Niger che dalla costa mediterranea avrebbe raggiunto il cuore del continente africano. Da Bouarfa la ferrovia proseguiva verso l'Algeria connettendosi alla Orano–Colomb-Bechar, a scartamento metrico, realizzata nel 1910.
Quando nel 1963 il Marocco nazionalizzò la rete ferroviaria creando l'Office National des Chemins de Fer du Maroc (ONCF) la società MN venne posta in liquidazione. La sezione fino al confine sud e Colomb–Béchar venne chiusa.

## Percorso
|  | Unknown route-map component "exSTR" |

|  | Unknown route-map component "exABZg+l" |

|  | Restricted border on track |

|  | Station on track |

|  | Unknown route-map component "KRWgr" |

|  | Straight track |

|  | Non-passenger station/depot on track |

|  | Non-passenger station/depot on track |

|  | Non-passenger station/depot on track |

| Unknown route-map component "KRW+l" | Unknown route-map component "xKRWgr" |

| Unknown route-map component "KBHFxe" | Unknown route-map component "exSTR" |

| Unknown route-map component "exSTRl" | Unknown route-map component "exABZg+r" |

|  | Unknown route-map component "exBHF" |

|  | Unknown route-map component "exLSTR" |

|  | Unknown route-map component "exBHF" |

|  | Unknown route-map component "exLSTR" |

|  | Unknown route-map component "exSTR+GRZq" |

|  | Unknown route-map component "exBHF" |

|  | Unknown route-map component "exSTR" |

|  | Unknown route-map component "exBHF" |

|  | Unknown route-map component "exBHF" |

|  | Unknown route-map component "exKRWgl" |

|  | Unknown route-map component "exSTR" |

|  | Unknown route-map component "exKBHFe" |